# Roberto Arizmendi
Roberto Arizmendi Rodríguez (Aguascalientes, México, 26 de diciembre de 1945 - Hermosillo, México, 29 de mayo del 2025) fue un escritor e investigador mexicano. 

## Trayectoria artística
Poeta, profesor, investigador, escritor y funcionario en universidades y dependencias educativas, Arizmendi es autor de 58 libros y plaquettes (33 de poesía, 5 epistolarios, 7 de literatura testimonial y varios sobre educación y otros temas). Ha sido incluido en variadas antologías poéticas y ha prologado numerosos libros. Poemas suyos han sido traducidos al náhuatl, francés, italiano, inglés, alemán y portugués. Además, es autor de más de 50 ensayos sobre cultura, educación, planeación, investigación y desarrollo, habiendo asimismo sido parte de conferencias, congresos, seminarios y viajes académicos.

## Cargos y responsabilidades
- Consultor privado en educación, planeación, administración, desarrollo y promoción cultural (1996 a la fecha).
- Miembro de la Junta de Gobierno (Junta Universitaria) de la Universidad de Sonora (1991 a 2003).
- Secretario de Planeación de la ANUIES, Asociación Nacional de Universidades e Instituciones de Educación Superior (1993 a 1995).
- Vocal Ejecutivo y miembro fundador de los CIEES - Comités Interinstitucionales para la Evaluación de la Educación Superior (1991 a 1993).
- Asesor educativo en Presidencia de la República. Coordinación de Giras Presidenciales (1990 y 1991).
- Asesor del Subsecretario de Educación Superior e Investigación Científica de la SEP, Secretaría de Educación Pública (1987 a 1991).
- Rector de la Universidad Kino del estado de Sonora (1986 y 1987).
- Secretario General de la Universidad Kino del estado de Sonora (1985).
- Director General Académico de la Universidad Autónoma Metropolitana, UAM (1983 a 1985).
- Coordinador ejecutivo, por parte de la SEP, de la Coordinación Nacional para la Planeación de la Educación Superior, CONPES (1979 a 1983).
- Director de Fomento Institucional, dependiente de la Dirección General de Educación Superior de la SEP (1978 a 1983).
- Subdirector de Promoción Académica de la SEP (1977 y 1978).
- Secretario de Rectoría en la Universidad Autónoma Metropolitana Azcapotzalco (1976 y 1977).
- Director de la Coordinación de Extensión Universitaria de la Universidad Autónoma Metropolitana Azcapotzalco (1975 y 1976).
- Jefe del Departamento de Difusión de la Universidad Autónoma Metropolitana Azcapotzalco (1975).
- Jefe del Área de Información de la Comisión de Planeación de la Universidad Autónoma Metropolitana Azcapotzalco (1974 y 1975).
- Profesor Asociado D, en la Universidad Autónoma Metropolitana Azcapotzalco (1974 y 1975).
- Coordinador del Programa de Información Educativa de la ANUIES, Asociación Nacional de Universidades e Institutos de enseñanza Superior (1974).
- Coordinador de la elaboración de programas de asignatura para el Colegio de Bachilleres de la Ciudad de México, Programa de Desarrollo del Ciclo Superior de la Enseñanza Media, en el Centro de Planeación Nacional de la Educación Superior de la ANUIES (1973 y 1974).
- Investigador en el Centro de Planeación Nacional de la Educación Superior de la ANUIES (1973).
- Jefe del Departamento de Desarrollo Académico y Planeación de la Universidad Autónoma de Tamaulipas (1972 y 1973).
- Profesor titular de la Facultad de Ciencias de la Educación de la Universidad Autónoma de Tamaulipas (1972 y 1973).
- Investigador y Promotor Social en el Instituto de Acción Urbana e Integración Social, AURIS, del estado de México (1971).
- Verificador y Auditor en el Instituto Mexicano del Seguro Social (1969 a 1972).

## Trayectoria literaria
- Obtuvo el primer lugar en los Juegos Florales "Carlos Pellicer" de Xalapa, Ver. en 1977, recibió mención honorífica en el IV Concurso de Poesía de la Revista Punto de Partida de la UNAM en 1971 siendo estudiante de esa casa de estudios y el segundo lugar en un concurso estatal de prosa en Aguascalientes en 1957. Ha ofrecido diversos recitales de poesía en México y otros países, formó parte del Taller de Poesía de Guillermo Samperio y dirigió el Taller Literario de la Universidad Autónoma de Tamaulipas en los años de 1972 y 1973. Ha sido jurado en varios concursos literarios y en asignaciones de becas para creadores literarios. En 1997 fue el Mantenedor de los XXXVI Juegos Florales de Ciudad del Carmen. De 1998 a 2008 coordinó el Premio Latinoamericano de Poesía y Cuento de Oaxaca, México; también participó en la coordinación, por parte de la Universidad Autónoma Benito Juárez de Oaxaca, (UABJO), de las primeras ediciones del Premio Nacional de Ensayo Joven “José Vasconcelos” convocado conjuntamente por CONACULTA, Tierra Adentro y la UABJO.
- En 2015 recibió un homenaje por su trayectoria literaria en Lima, Perú, otorgado por Editorial Summa y Festival Internacional de Poesía “Primavera poética”, con la presentación de un esbozo un esbozo biográfico y de su creación poética por Marco Martos, presidente de la Academia Peruana de la Lengua.
- Homenaje “por su destacada labor literaria, su generosa y brillante labor de promoción cultural y por su gran trayectoria poética, artística, literaria y cultural”, por la Agrupación para las Bellas Artes –APALBA- en Ciudad Obregón, Sonora, en 2018.
- Poemas suyos han sido musicalizados por varios trovadores y artistas de México, Venezuela y Cuba; algunos de ellos han quedado incluidos en el Disco Compacto Poema vuelto canto en una coedición México-Venezuela. Ha participado en más de cuarenta y cinco festivales internacionales de poesía en México y otros países. Fue el coordinador académico del I Encuentro Latinoamericano de Poesía del Puerto de Veracruz en 2010.
- Poemas de Roberto Arizmendi han participado en Exposiciones de pintura, en las cuales los cuadros han tenido como referente algunos de sus poemas. Tal han sido los casos de la Exposición “Las huellas de la historia” (Ciudad de México, 1998), la V Exposición Internacional de Poemas, Pintura y Escultura en homenaje a Leopoldo de Luis (Academia Iberoamericana de Poesía, Toronto, Canadá, 2006), “Imágenes y colores” (Instituto Veracruzano de la Cultura, IVEC, Veracruz, 2010), “Un encuentro de la poesía y la pintura” (Consejo Nacional para la Cultura y las Artes, CONACULTA , Instituto Nacional de Bellas Artes, INBA, Coordinación Nacional de Literatura del INBA, CNL, Ciudad de México, 2010), con la obra pictórica de las artistas plásticas Jennifer Jenssel e Isis Rucé, “Poesía, colores y trazos” (Festival de poesía de Berlín, Art Gallery Willi Büsing, Berlín Alemania 2011) y “Roja Melancolía”  de José Manuel Darro (Granada, España, Nueva Delhi, Jaén, 2019).
- Sus poemas y escritos literarios han sido publicados en diversos suplementos culturales de periódicos, gacetas y revistas. Entre otras: desde la Ciudad de México: Tierra adentro, Proceso, Punto de Partida, ¿Por qué?, Vinculación, Sacbé, Diserta, Alforja, Revista Mexicana de Orientación Educativa de México, Blanco Móvil. De diferentes estados del país: A quien corresponda (Ciudad Victoria, Tamaulipas), Códice (Hermosillo, Sonora), Tollocan (Estado de México), Cantera Verde (Oaxaca), Oficio (Oaxaca), Trashumancia, Yuku Jeeka (Ciudad Obregón, Sonora), Desde la Red (Aguascalientes), PD Posdata (Monterrey, Nuevo León), Revista Ser Tribu (Xalapa, Veracruz), Círculo de poesía (Puebla). De otros países: Liberación (Suecia), Letralia, Tierra de letras. (Venezuela), Palavreriros, (Brasil), Letras Salvajes (Puerto Rico), Trilce, (Concepción, Chile), La Grúa de piedra (España), Loba fina (Valdivia, Chile), Barataria Revista de Literatura (Buenos Aires, Argentina), Letral (España), A Miranda (Brasil), Carátula (Nicaragua), Tren Rojo (Asunción, Paraguay), Litoral, Revista de Arte y Literatura (España), Analecta Literaria. Revista de Letras, Ideas, Artes & Ciencia (Argentina), Revista Otro páramo (Bogotá, Colombia), Revista Santa Rabia Magazine. (Perú) y Revista Costanera, Poetas del Pacífico (Chile, Perú, El Salvador, Argentina, Ecuador y México).

## Libros y publicaciones

### Poemarios
Autor
1. Las Cartas del tiempo, 1981.
2. Historias compartidas, 1985, 88 pp.
3. Rastreando por la vida,  1987, 26 pp.
4. Oficio de amar, 1988, 52 pp.
5. Repaso de la vida, 1990, 112 pp.
6. Navegante sin puerto,  1991, 40 pp.
7. Camino sin retorno, 1992, 144 pp.
8. Verano que no termina,  1993, 144 pp.
9. El mar, origen y destino,  1993, 88 pp.
10. Vuelo de gaviotas, 1995, 130 pp.
11. Cantos perdidos, 1995, 96 pp.
12. Cuenta regresiva, 1995, 416 pp.
13. Navegar entre amor y desencantos, 1997, 126 pp.
14. Inaugurar el sueño, 1997.
15. Entre bruma y humedad del puerto, 1998, 82 pp.
16. Estampas de viaje, 48 pp.
17. Inventar la lluvia, 140 pp.
18. Poema vuelto canto, 2001.
19. En medio de la noche, 2002.
20. Sueños, 200?
21. Navegante de sueños y utopías, 2005.
22. Sabio presagio de tu enigma, 2007.
23. Tu piel en la memoria, 2008.
24. El tiempo consentido, Antología, 1970-2007,  2008.
25. Saberte de memoria, 2009.
26. Signos para la historia, 2010.
27. Líneas ágata, la puerta al mundo
28. Desafío contra el olvido, 2015.
29. Senderos inconclusos, 2015.
30. Cuando el otoño llegue, 2016.
31. El reto de la vida,  2017.
32. Soñar junto a la historia, 2018.
33. Trazos de un sueño inacabado, 2019.

### Literatura testimonial
Claves de acceso al horizonte, Ed. Fósforo, Instituto Tecnológico Superior de Cajeme y Universidad Tecnológica del Sur de Sonora, México, 2007.

Participante como coautor.
El hombre, médico y político Dr. Francisco Guel Jiménez, Edición privada, Aguascalientes, México, 2018.

Epistolarios
1.  Todos los días son octubre, Ediciones Andante, México, 1989. (autor).
2.  Deletrear la vida, Ediciones del Colegio de Bachilleres de Sonora, Hermosillo, 1991. (autor).
3.  Los pasos y los días, Ediciones de la Universidad Autónoma de Yucatán, Mérida, 1995. (autor).
4.  Construir los sueños, Ediciones del Instituto Tecnológico de Hermosillo, Hermosillo, Sonora, México, 1997. (autor).
5.  Tiempo de palabra, Ediciones de la Universidad de Sonora, Hermosillo, Sonora, México, 2003 (autor).

### Educación
Autor

1.  La administración de la educación superior, Ed. UNAM (Colección Deslinde N.º 148), México, 1982.
2.  Planeación y administración educativas, Ediciones de la Universidad Autónoma del Estado de México, Toluca, México, 1.ª edición: 1982, 2.ª edición 1991.
3.  La descentralización de la educación superior, Ediciones de la Coordinación Nacional para la Planeación de la Educación Superior, CONPES, (Colección Temas de Planeación, N.º 7) México, 1982.
4.  Proceso del conocimiento e investigación, Ediciones de la Universidad Kino (Colección Temas de Investigación, N.º 2), Hermosillo, Sonora, México, 1987.